# Øystein Baadsvik
Øystein Baadsvik es un solista de tuba, músico de cámara, profesor, director, compositor y arreglista mundialmente reconocido por su calidad como músico y por su originalidad.

## Vida y estudios
Nacido (nacido el 14 de agosto de 1966)  en Trondheim, Noruega, comenzó a tocar la tuba a la edad de 15 años en su escuela en ciudad de nacimiento, y ganó su primer premio a los 18 años en un concurso nacional de Noruega para solistas. Sus compromisos como concertista incluyen actuaciones con orquestas como la Orquesta Filarmónica de Oslo, Bergen Philharmonic, Orquesta Filarmónica Nacional de Varsovia, la Orquesta Sinfónica Nacional de Taipéi, Orquestas Filarmónicas de Singapur y Melbourne.
Estudió con grandes tubistas como John Fletcher, Roger Bobo, Harvey Phillips y Arnold Jacobs. La carrera internacional de Øystein Baadsvik comenzó en 1991,  fue galardonado con dos premios en el prestigioso Concurso Internacional de Interpretación Musical para Solistas de Ginebra. En 1993 fue premiado por la Academia de la Música de Suecia con la mayor beca jamás ofrecida a un intérprete de viento-metal en Suecia. En 2006 hizo su debut en Nueva York en el Carnegie Hall

### Instrumento que utiliza
Øystein Baadsvik está patrocinado por la marca de instrumentos musicales "Miraphone". Concretamente usa el modelo en Mi Bemol MIRAPHONE Modelo 383 "Starlight".

### Fnugg
Además del trabajo y del éxito de Baadsvik , un culto de seguidores se ha iniciado gracias a publicaciones de sus actuaciones en YouTube. Una de las obras más conocidas de Baadsvik es Fnugg.
Fnugg fue escrito originalmente para Tuba solo y cuenta con una variedad de habilidades de desempeño únicas, incluyendo técnicas tan complejas como "lip beats" o multifónicos. Más tarde fue modificada, por su éxito se hizo una versión más sencilla,  una adaptación para cualquier banda de música, se tituló Fnugg azul. Su actuación YouTube de Fnugg Azul era muy teatral, con bailes y aplausos de la audiencia.

## Labor como docente

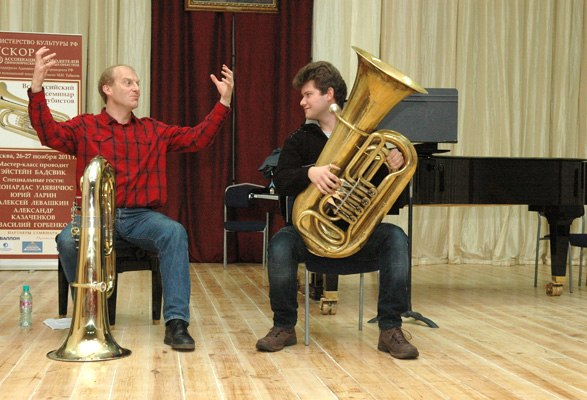
Øystein Baadsvik dando clase a un alumno

Øystein Baadsvik es conocido por sus clases magistrales y presentaciones de tuba que se celebran con frecuencia en numerosas universidades en todo Estados Unidos, incluyendo la Juilliard School, la Universidad de Indiana, Cleveland Institute of Music, Northwestern University, Escuela de Música Shepherd de la Universidad Rice, la Universidad de Wisconsin-Madison, la Universidad Cristiana de Texas, Eastern Connecticut State University y la Universidad de Kentucky. Además, todos los años, el mes de octubre, hace una gira por varios colegios y universidades, que además se produce coincidiendo con Octubafest, una celebración anual de la música de la tuba.
Muestra un gran interés por la docencia. Desde 1997 hasta 1998 fue profesor asociado y Director del Departamento de Vientos del Conservatorio de Trondheim. En los últimos años ha combinado la interpretación de la Tuba con la Dirección Orquestal, siendo Director Invitado de numerosas orquestas y bandas sinfónicas profesionales.
En España ha tocado varias veces con gran éxito. Está considerado como uno de los mejores tubas de la actualidad.

## Discografía
| Título                                | Año  |
| Tuba Works                            | 1992 |
| Tuba Carnival                         | 2003 |
| Danzas                                | 2006 |
| Kalevi Aho tuba concerto              | 2007 |
| Prelude, Fnugg, and Riffs             | 2007 |
| 20th Century Tuba Concertos           | 2008 |
| 21st Century Tuba Concertos           | 2009 |
| Ferry Tales                           | 2010 |
| Snowflakes                            | 2011 |
| Chamaleon                             | 2012 |
| Øystein Baadsvik plays Tuba Concertos | 2014 |